# Seven Mile Beach National Park
Seven Mile Beach National Park är en park i Australien. Den ligger i kommunen Shoalhaven Shire och delstaten New South Wales, i den sydöstra delen av landet, omkring 120 kilometer söder om delstatshuvudstaden Sydney. Arean är 9,0 kvadratkilometer.
Närmaste större samhälle är Nowra, omkring 14 kilometer väster om Seven Mile Beach National Park. 
Trakten runt Seven Mile Beach National Park består till största delen av jordbruksmark. Genomsnittlig årsnederbörd är 1 352 millimeter. Den regnigaste månaden är februari, med i genomsnitt 211 mm nederbörd, och den torraste är juli, med 36 mm nederbörd.